# نورسپهر
نورسپهر یا فوتوسفر (به انگلیسی: Photosphere) همان بخش مرئی خورشید است. دمای نورسپهر حدود ۶۰۰۰ درجهٔ کلوین است. در پیرامون نورسپهر فام‌سپهر و تاج خورشیدی قرار دارند.